# Утяковский сельсовет
Утяковский сельсовет — муниципальное образование в Гафурийском районе Башкортостана.

## История
Согласно «Закону о границах, статусе и административных центрах муниципальных образований в Республике Башкортостан» имеет статус сельского поселения.

## Население
| 2002 | 2009  | 2010 | 2012 | 2013 | 2014 | 2015 |
| ---- | ----- | ---- | ---- | ---- | ---- | ---- |
| 1080 | ↘1052 | ↘951 | ↗966 | ↘941 | ↘909 | ↘897 |
| 2016 | 2017  |      |      |      |      |      |
| ↘855 | ↘828  |      |      |      |      |      |

## Состав сельского поселения
| № | Населённый пункт | Тип населённого пункта       | Население |
| - | ---------------- | ---------------------------- | --------- |
| 1 | Утяково          | село, административный центр | ↘567      |
| 2 | Тугаево          | деревня                      | ↘270      |
| 3 | Игенчеляр        | деревня                      | ↗107      |
| 4 | Иктисад          | деревня                      | →7        |

### Упразднённые населённые пункты
Красно-Кармальский — посёлок, упраздненный в 2005 году.